# 藤井麻理子
藤井 麻理子（ふじい まりこ、5月8日 - ）は、日本の女性声優。東京都出身。ぷろだくしょんバオバブ所属。

## 人物
資格はアロマテラピー1級、色彩検定2級。
特技はフェレットの扱い、バトントワリング、ビーズ製作、水泳。趣味はネイルアート、料理、アクセサリー製作。

## 出演

### テレビアニメ
- しましまとらのしまじろう（2006年、春の妖精さん）
- キディ・ガーランド（2010年、アナウンスB）
- ドラえもん（2011年、女子A）
- まおゆう魔王勇者（2013年、氷雪の女王[3]）

### 劇場アニメ
- 名探偵コナン 探偵たちの鎮魂歌（2006年、ミラクルランド・エキストラ）

### ドラマCD
- まおゆう魔王勇者（2013年、氷雪の女王）

### 吹き替え

#### 映画
- 結婚式の後で

#### ドラマ
- SHERLOCK2

### ナレーション

#### テレビ番組
- アスリート解体新書
- ABUアジア子どもドラマシリーズ 番組宣伝
- webポンキッキ（絵本朗読）
- NHKプレマップ
- お台場の歴史
- 政府インターネットテレビ
- 世界で一番面白いはずの番組
- タカトシの世界まるっとアンサーワン
- 団塊スタイル
- ツカエル!Ｑ極の問題
- BSフジ 番組宣伝
- びっくり!鶴見川流域大冒険
- 湯治人。

#### CM
- アイリスオーヤマ
- アメリカンホームダイレクト

#### VP
- NEC
- JA（出演）
- 資生堂
- タカラトミー
- 千葉経済大学（学校紹介）
- TOTO
- 二松学舎大学付属高等学校（学校紹介）
- 日立
- 文部科学省教材（出演）
- 横浜市交通局
- りそな銀行

#### ラジオCM
- アスキーメディアワークス
- 酒々井プレミアム・アウトレット
- 東京ディズニーリゾート
- トヨタ
- ブルボン
- ヤマサ
- ヤマザキ
- ローソン

### その他コンテンツ
- ファミリーコンサート〜オーケストラで聴くジブリ音楽〜（司会）